# 제55보병사단
제55보병사단(第五十五步兵師團, The 55th Infantry Division, 상징명칭: 봉화부대)은 대한민국 육군의 지역방위 사단으로 수도군단의 예하 부대이다. 경기도 용인시에 본부를 두고 있으며, 경기도 동남부 지역 방위를 담당한다. 지역방위사단이기에 평시에는 기동대대를 비롯한 일부 직할부대를 제외하면 감편 체제로 운영되며 전시에 예비군을 동원해 병력을 충원하여 완편한 후 작전에 임하도록 되어 있다.

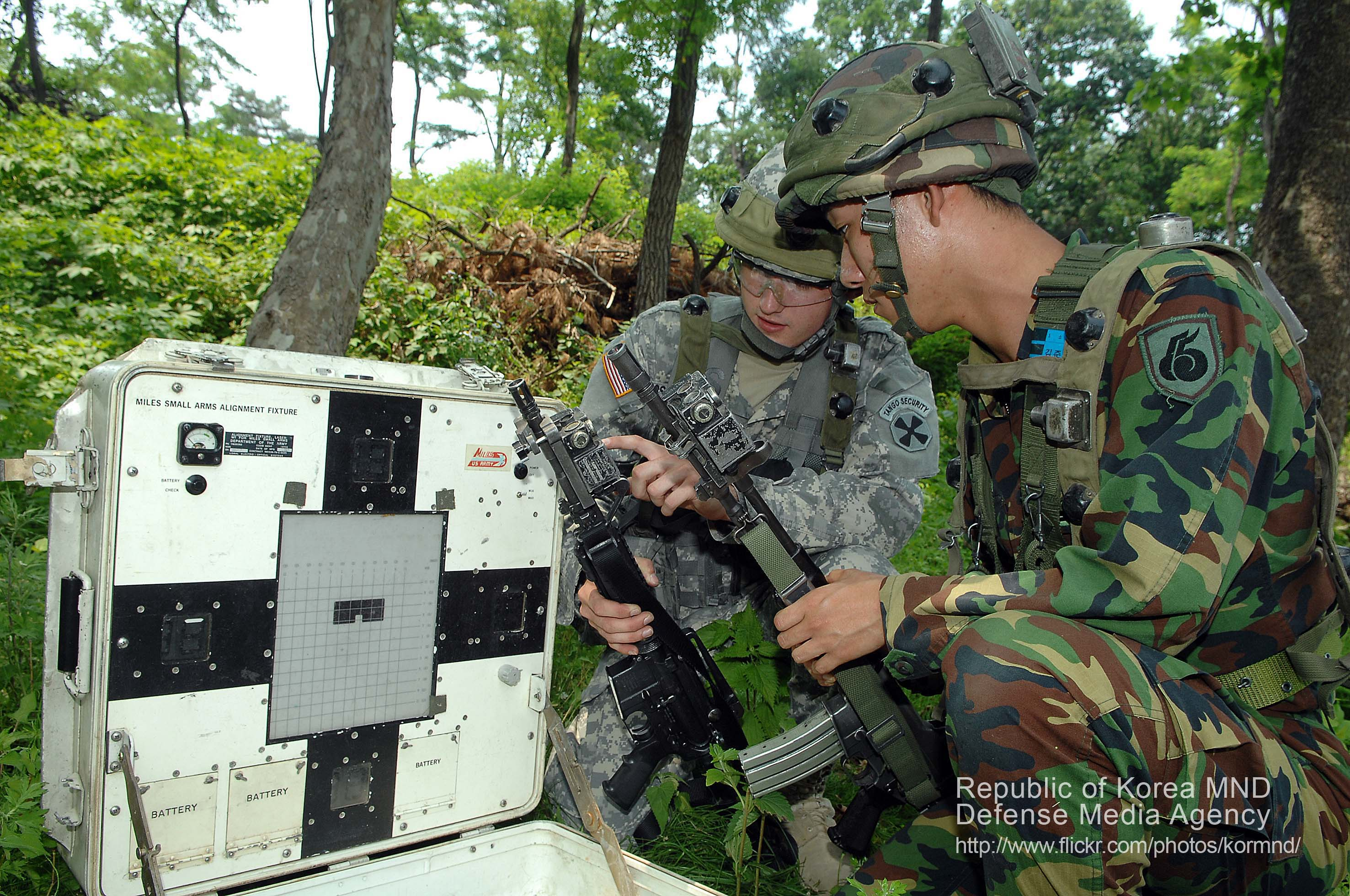
주한미군과 합동훈련 중인 제55보병사단 장병

## 편제
- 사단본부
  - 본부근무대
  - 포병대대
  - 기동대대
  - 신병교육대대
  - 공병대대
  - 정보통신대대
  - 정비근무대
  - 군사경찰대
  - 보급수송근무대
  - 화생방지원대
  - 의무근무대

- 제170보병여단 "산성" (광주시, 구리시, 남양주시, 성남시, 하남시)
- 제171보병여단 "쌍마" (양평군, 여주시, 이천시)
- 제172보병여단 "용성" (안성시, 용인시)